# Damklire
Damklire (Tringa stagnatilis) er en vadefugl, der ses som en meget sjælden gæst i Danmark fra Rusland. Den overvintrer i tropisk og sydlige Afrika. Det videnskabelige navn stagnatilis betyder 'lever ved stillestående vand' (af latin stagnum 'stillestående vand').